# Chemin de fer Lanaudière
La compagnie du chemin de fer Lanaudière Inc. (CFL), fournit transport, stockage, et autres sites de déchargements pour plusieurs types de produits. La compagnie est opérationnelle depuis 1992.
Le chemin de fer Lanaudière est branché au Canadien Pacific (CP) et au Canadien National (CN) par l'entremise des chemins de fer Québec-Gatineau (QGRY). Le chemin de fer traverse la région de Lanaudière sur une distance de 17 kilomètres entre Joliette et Saint-Félix-de-Valois. La compagnie offre des sites de transports et la possibilité d'autres jonctions.